# Eugert Zhupa
Eugert Zhupa (Rrogozhinë, 4 de abril de 1990) es un exciclista profesional albanés.
Debutó en 2013 con el equipo Christina Watches-Onfone y en la temporada 2019 corrió con el equipo EvoPro Racing, siendo esta su última como profesional tras anunciar su retirada en septiembre del mismo año.

## Palmarés
2009
- Campeonato de Albania en Ruta
- Campeonato de Albania Contrarreloj

2011
- Campeonato de Albania en Ruta
- Campeonato de Albania Contrarreloj

2012
- Campeonato de Albania en Ruta
- Campeonato de Albania Contrarreloj

2013
- Tour de Albania

2015
- Campeonato de Albania Contrarreloj
- 3.º en el Campeonato de Albania en Ruta

2016
- Campeonato de Albania Contrarreloj
- Campeonato de Albania en Ruta
- Balkan Elite Road Classics

2018
- Campeonato de Albania Contrarreloj
- 2.º en el Campeonato de Albania en Ruta

2019
- 1 etapa del Tour de Albania

## Resultados en Grandes Vueltas y Campeonatos del Mundo
| Carrera              | Carrera              | 2013 | 2014 | 2015  | 2016  | 2017  | 2018  | 2019 |
| -------------------- | -------------------- | ---- | ---- | ----- | ----- | ----- | ----- | ---- |
|                      | Giro de Italia       | —    | —    | 157.º | 130.º | 140.º | 148.º | —    |
|                      | Tour de Francia      | —    | —    | —     | —     | —     | —     | —    |
|                      | Vuelta a España      | —    | —    | —     | —     | —     | —     | —    |
| Mundial en Ruta      | Mundial en Ruta      | —    | —    | —     | —     | Ab.   | —     | —    |
| Mundial Contrarreloj | Mundial Contrarreloj | 72.º | —    | —     | 50.º  | 58.º  | —     | —    |

—: no participa

Ab.: abandono